# Јетенбах (Горњи Бајерн)
Јетенбах (њем. Jettenbach) град је у њемачкој савезној држави Баварска. Једно је од 31 општинског средишта округа Милдорф ам Ин. Према процјени из 2010. у граду је живјело 702 становника. Посједује регионалну шифру (AGS) 9183122.

## Географски и демографски подаци
Јетенбах се налази у савезној држави Баварска у округу Милдорф ам Ин. Град се налази на надморској висини од 418 метара. Површина општине износи 9,2 km². У самом граду је, према процјени из 2010. године, живјело 702 становника. Просјечна густина становништва износи 76 становника/km².